# 第59次長期滞在
第59次長期滞在（だい59じちょうきたいざい）は国際宇宙ステーションでの59回目の長期滞在。第59次長期滞在はアレクセイ・オヴチニン、ニック・ヘイグおよびクリスティーナ・コックが搭乗したソユーズMS-12が到着し、第58次長期滞在から移行したオレグ・コノネンコ、デイヴィッド・サン＝ジャックおよびアン・マクレインと合流して始まった。公式にはこの長期滞在は2019年3月15日（UTC）に始まった。オヴニチンとヘイグは、当初はソユーズMS-10に搭乗してISSに飛行するはずだったが、離床の数分後の緊急中止に地球に帰還していた。この長期滞在は公式にはコノネンコ、サン＝ジャックおよびマクレインを載せたソユーズMS-11宇宙船が2019年6月24日にドッキング解除した時に終了し、オヴニチン、ヘイグおよびコックは第60次長期滞在に移行した。

## クルー
| 役職                  | 乗組員                                            |                                                   |
| --------------------- | ------------------------------------------------- | ------------------------------------------------- |
| 船長                  | オレグ・コノネンコ、RSA 4回目の宇宙飛行           | オレグ・コノネンコ、RSA 4回目の宇宙飛行           |
| 第1フライトエンジニア | デイヴィッド・サン＝ジャック、CSA 1回目の宇宙飛行 | デイヴィッド・サン＝ジャック、CSA 1回目の宇宙飛行 |
| 第2フライトエンジニア | アン・マクレイン、NASA 1回目の宇宙飛行            | アン・マクレイン、NASA 1回目の宇宙飛行            |
| 第3フライトエンジニア | アレクセイ・オヴチニン、RSA 3回目の宇宙飛行       | アレクセイ・オヴチニン、RSA 3回目の宇宙飛行       |
| 第4フライトエンジニア | ニック・ヘイグ、NASA 2回目の宇宙飛行              | ニック・ヘイグ、NASA 2回目の宇宙飛行              |
| 第5フライトエンジニア | クリスティーナ・コック、NASA 1回目の宇宙飛行      | クリスティーナ・コック、NASA 1回目の宇宙飛行      |

## 船外活動
| EVA #                | 船外活動者 | 開始（UTC）         | 終了（UTC）         | 帰還      |  |
|                      | |                     |                     |           |  |
| 第59次長期滞在 EVA 1 | アン・マクレイン ニック・ヘイグ | 2019年3月22日 12:01 | 2019年3月22日 6:40  | 6時間39分 |  |
| 第59次長期滞在 EVA 1 | マクレインとヘイグはデクスターが船外活動の間に電池を入れ替える間に接続プレートを設置した。4月のシグナス補給船運用11号機の到着に備えてユニティ・モジュールからデブリを除去し、フレックス・ホース・ロータリ・カプラを修理するための工具を収納し、太陽電池アレイのブランケットボックスにタイバックを固定した。この船外活動は当初は第57次長期滞在の一環としてヨーロッパの宇宙飛行士であるアレクサンダー・ゲルストとヘイグが行う予定だったが、ソユーズMS-10の打ち上げ中断によって延期されていた。 |                     |                     |           |  |
| 第59次長期滞在 EVA 2 | ニック・ヘイグ クリスティーナ・コック | 2019年3月29日 11:42 | 2019年3月29日 18:27 | 6時間45分 |  |
| 第59次長期滞在 EVA 2 | ヘイグとコックは最初の船外活動の作業を完了し、最後の3枚の接続プレートをP4トラスの別の側に取り付けた。クルーはいくつかの工具を移設し、フレックス・ホース・ロータリ・カプラに手すりを取り付けた。船外活動の合間に、デクスターは電池を交換し、露出されたパレットはこうのとり8号機に積み込まれて宇宙空間に放出され、燃え尽きる予定だった。電池の一つが故障したため、デクスターが取り外して廃棄する予定だった。デクスターは電池放電ユニットを交換し、内部でショートして損傷して故障したユニットをスペースX CRS-17で地球に戻す予定だった。修理が完了するまでの間、P4はステーションに予備として残された古いバッテリーを使うことになった。また、同年夏の第62次長期滞在クルーによる交換に備えてP6の電池のギャップスパナの取り付けとトルクの開放も行われた。さらにヘイグは足の拘束具を取り付けることができるようにP6のソケットを検査した。この船外活動は、全員女性による船外活動としてアン・マクレインとクリスティーナ・コックによって行われることになっていたが、コックのスーツに問題があり、予備のスーツの準備ができず、サイズが合わなかったため、マクレインがこの船外活動からはずれ、サン＝ジャックとともに次の船外活動を行うことになった。この船外活動はコックにとって初めての船外活動であり、14回目の女性による船外活動となった。 |                     |                     |           |  |
| 第59次長期滞在 EVA 3 | アン・マクレイン デイヴィッド・サン＝ジャック | 2019年4月8日 11:31  | 2019年4月8日 18:00  | 6時間30分 |  |
| 第59次長期滞在 EVA 3 | マクレインとサン＝ジャックはカナダアーム2への冗長的な電力供給に用いられ配線を設置した。二人は露出した設備の設置に備えてコロンバス・モジュールに縦枠を設置した。二人は接続プレートを取り除き、最後の宇宙遊泳で誤動作した故障したバッテリーを交換するためのスペアとして古いバッテリーのセットを設置し直したサン＝ジャックは船外活動を行ったクリス・ハドフィールド以来のカナダ人クルーであり、4人目のカナダ人となった。 |                     |                     |           |  |
| 第59次長期滞在 EVA 4 | オレグ・コノネンコ アレクセイ・オヴチニン | 2019年5月29日 15:42 | 2019年5月29日 21:43 | 6時間1分  |  |
| 第59次長期滞在 EVA 4 | コノネンコとオヴチニンはポイスク・モジュールから実験設備を取り除き、窓を清掃した。二人はザーリャからポイスクに繋がる手すりも設置し、噴煙測定ユニットの位置を変更した。その後、二人はズヴェズダ・サービス・モジュールに移動し、プラズマ監視ユニットを取り外して廃棄した。二人はハッチを閉鎖する前に自分達のビデオを送り、85歳を迎えた人類初の宇宙遊泳者であるアレクセイ・レオーノフにロシア語でハッピー・バースデーを歌った。 |                     |                     |           |  |

## ISSへの無人宇宙飛行
第58次長期滞在中に国際宇宙ステーションに訪れた補給ミッション：
| 宇宙機 - ISS飛行番号                 | 国       | ミッション | 打ち上げ者    | 打ち上げ （UTC）       | 結合/係留 (UTC) †   | 結合/係留の解除 （UTC） | 期間（結合）      | 軌道離脱            |
| ------------------------------------ | -------- | ---------- | ------------- | ---------------------- | ------------------- | ----------------------- | ----------------- | ------------------- |
| プログレスMS-11 - ISS 72P            | ロシア   | 輸送       | ソユーズ2.1a  | 2019年4月4日 11:01:35  | 2019年4月4日 14:22  | 2019年7月29日 10:44     | 115日 20時間 22分 | 2019年7月29日 13:50 |
| シグナス補給船運用11号機 - CRS NG-11 | アメリカ | 輸送       | アンタレス230 | 2019年4月17日 20:46:07 | 2019年4月17日 09:28 | 2019年8月6日 16:15      | 109日 6時間 47分  | 2019年12月6日 15:28 |
| スペースX CRS-17 - SpX-17            | アメリカ | 輸送       | ファルコン9   | 2019年5月4日 06:48     | 2019年5月6日 13:33  | 2019年6月3日 16:01      | 28日 2時間 28分   | 2019年6月3日 20:56  |

## ミッションの総括
第59次長期滞在の研究者は、微小重力環境で老化や病気の影響を再現できるOrgan-on-a-chipを行った。この長期滞在ではレゴリスの類似物、地球の大気内炭素循環およびISSに搭載された日常の雑用を行うように設計されたAstrobeeロボットの実験も行われる予定だった。